# Scartelaos gigas
Scartelaos gigas é uma espécie de peixe da família Gobiidae e da ordem Perciformes.

## Morfologia
- Os machos podem atingir 17,2 cm de comprimento total.[4][5]

## Habitat
É um peixe marítimo, de clima subtropical e demersal.

## Distribuição geográfica
É encontrado na China, Coreia e Taiwan.

## Observações
É inofensivo para os humanos.